# Dromtjärnarna (Hallens socken, Jämtland, 699673-140134)
Dromtjärnarna är en sjö i Åre kommun i Jämtland och ingår i Indalsälvens huvudavrinningsområde. Dromtjärnarna ligger i Bastudalen Natura 2000-område. Sjöns area är 0,027 kvadratkilometer och den är belägen 764 meter över havet.